# Sphaerichthys selatanensis
Sphaerichthys selatanensis är en fiskart som beskrevs av Vierke, 1979. Sphaerichthys selatanensis ingår i släktet Sphaerichthys och familjen Osphronemidae. Inga underarter finns listade i Catalogue of Life.